# Arari
Arari es un municipio brasileño del estado del Maranhão. Posee una población de 27 753 habitantes (2007). 
Se localiza a una latitud 3°27′13″ sur y a una longitud 44º46'48" oeste, estando a una altitud de 7 metros. Su población estimada en 2010 era de 28 477 habitantes.
Posee un área de 1084,23 km².